# Остров Мазовјецка
Остров Мазовјецка (пољ. Ostrów Mazowiecka) град је у Пољској у Војводству мазовском. По подацима из 2012. године број становника у месту је био 22 837.

## Становништво
| 2012.  |
| ------ |
| 22 837 |

## Партнерски градови
- Brembate di Sopra, Рјазањ, Iziaslav